# Schlacht auf der Wu-Zhang-Ebene
Sishui-Pass – Hulao-Pass – Jieqiao – Guandu – Changban – Chibi – Tong-Tor – Hefei – Dingjun – Fancheng – Xiaoting – Südliche Kampagne – Shiting – Jieting – Nördliche Expeditionen – Wu-Zhang-Ebene
Die Schlacht auf der Wu-Zhang-Ebene fand im Jahre 234 zur Zeit der Drei Reiche im alten China statt. Die Wu-Zhang-Ebene ist eine Hochebene in der Nähe des Wei-Flusses in der heutigen Provinz Shaanxi.

## Hintergrund und Verlauf
Im Rahmen der Nördlichen Expeditionen kam es dort zu einem Zusammentreffen der Mächte Shu und Wei nach oder kurz vor dem Tod des Shu-Strategen Zhuge Liang im Herbst 234. Er war im Laufe der Fünften Expedition schwer erkrankt und verstarb schließlich, weshalb sich seine Armee immer weiter zurückziehen musste. Als diese Nachricht Sima Yi von Wei erreichte, zögerte dieser zuerst bei der Verfolgung. In der Shu-Armee verkleidete sich einer der Soldaten als Zhuge Liang und ritt den Truppen voran. In manchen Quellen wird als Doppelgänger eine hölzerne Statue verwendet. Als Sima Yi die Gestalt erblickte, hielt er es für eine Falle und zog sich zurück. Die Wei-Truppen gerieten in einen Hinterhalt der Shu und wurden besiegt. Auf diese Weise konnten die Shu-Soldaten unter der Anführung von Jiang Wei sicher in ihre Heimat zurückziehen.
Wegen Sima Yis Niederlage heißt es im heutigen China: Ein toter Zhuge schreckt einen lebendigen Zhong Da.
Als Sima Yi floh, verfolgte ihn Wei Yan gegen Jiang Weis ausdrücklichen Befehl. Aus diesem Grund wurde Wei Yan später von seinen Kameraden hingerichtet.

## Trivia
Im Computerspiel Dynasty Warriors nimmt Zhuge Liang noch aktiv als Befehlshaber an der Schlacht teil. 